# LIFT Airline
Pour les articles homonymes, voir Lift.
LIFT Airline est une compagnie aérienne sud-africaine à bas prix qui a été lancée le 10 décembre 2020 au début des vacances d'été sud-africaines. La compagnie opère sur les principales routes intérieures de l'aéroport international OR Tambo à l'aéroport international du Cap et à l'aéroport George sur la Garden Route, puis à l'aéroport international King Shaka.

## Histoire
LIFT a été créé en octobre 2020 et a commencé ses activités le 10 décembre 2020. L'objectif déclaré est de positionner LIFT en tant que transporteur aérien flexible qui fonctionnera de la même manière que les taxis Uber, les horaires de vol étant déterminés par la popularité et la demande.

## Identité
Le nom, LIFT Airline, a été choisi après que le public ait été invité à nommer la compagnie aérienne dans une campagne sur les réseaux sociaux,,. Plus de 25 000 noms ont été soumis. Les gagnants obtiennent des vols gratuits pendant un an. Leurs noms sont inscrits sur le premier avion de la compagnie. Le nouveau nom de la compagnie aérienne a été révélé le 29 octobre 2020 et a été choisi car il reflète l'optimisme,. L'équipage de cabine porte des vêtements fournis par le détaillant en ligne sud-africain Superbalist, tandis que le café et les collations sont fournis par Vida e Caffe.

## Organisation et structure
LIFT est une coentreprise entre l'ancien PDG de Kulula.com Gidon Novick, l'ancien PDG d'Uber Jonathan Ayache, et la société locale de location d'avions Global Airways, un spécialiste de l'affrètement ACMI (Aircraft, Crew, Maintenance, and Insurance) basé en Afrique du Sud, exploitant un flotte mixte d'Airbus A320 et A340.

## Destinations
LIFT a lancé des vols réguliers entre l'aéroport international de Johannesbourg-ORTambo et l'aéroport international du Cap et l'aéroport de George le 10 décembre 2020.

## Flotte
En avril 2023, la flotte de LIFT se compose des avions suivants.
| Avion           | En service | Commandes | Passagers | Remarques                  |
| --------------- | ---------- | --------- | --------- | -------------------------- |
| Airbus A320-200 | 4          | 1         | 174       | opérés par Global Aviation |
| Total           | 4          | 1         |           |                            |

## Voir également
- Airlink, une compagnie aérienne à bas prix sud-africaine .
- CemAir, une compagnie aérienne à bas prix sud-africaine .
- FlySafair, une compagnie aérienne à bas prix sud-africaine .
- kulula.com, une compagnie aérienne à bas prix sud-africaine .
- Mango, une compagnie aérienne low-cost sud-africaine .